# Bruno Dive
Bruno Dive est un journaliste français, né le 28 octobre 1960, éditorialiste du journal Sud Ouest.

## Biographie
Bruno Dive est ancien élève de l'École supérieure de journalisme de Lille (59e promotion) et diplômé de l'Institut d'études politiques de Paris.
Il est éditorialiste du quotidien régional Sud Ouest , journal où il est entré en 1990 comme chef de la rubrique politique.
Il est élu président de l'association de la Presse ministérielle en juin 2018.
Fin 2022, il rentre au Canard Enchaîné pour coordonner la rubrique « la mare aux canards », la page 2 du journal, consacrée aux dessous et aux coulisses de la vie politique française.

## Publications
- Les Amis de l'Hôtel de ville, avec Guillaume Tabard, Plon, 2000.
- La Malédiction Matignon, avec Françoise Fressoz, Plon, 2006.
- Air Sarko. Chronique des voyages présidentiels, éditions Jacob-Duvernet, 2008[6],[7].
- Le Dernier Chirac, 2011[8],[9],[10],[11].
- La Métamorphose de Sarkozy, Jacob-Duvernet, 2012[12].
- Chirac : la vie d'après, Mareuil éditions, 2015.
- Au cœur du pouvoir : l'exécutif face aux attentats, Plon, 2016.
- Alain Juppé, l'homme qui revient de loin, L'Archipel, 2016.
- Crimes et renoncements. Quand la politique dépasse la fiction, Éditions de l'Observatoire, 2018.
- Les Kamikazes 2022 : qui sera le prochain président ?, Paris, L'Archipel, 2021.